# Ebersberger Weiher
Das Gebiet Ebersberger Weiher ist ein mit Verordnung vom 26. April 1995 des Regierungspräsidiums Tübingen ausgewiesenes Naturschutzgebiet (NSG-Nummer 4.259) im Nordosten der baden-württembergischen Gemeinde Neukirch (Bodenseekreis) und im Südwesten der Gemeinde Amtzell (Landkreis Ravensburg) in Deutschland.

## Lage
Das rund 26 Hektar große Naturschutzgebiet Ebersberger Weiher gehört naturräumlich zum Westallgäuer Hügelland. Es liegt rund 3,2 Kilometer südwestlich von Amtzell und 3,1 Kilometer nordöstlich von Neukirch, zwischen den Ortsteilen Siglisberg, Raihen und Hinteressach, auf einer Höhe von 550 m ü. NN. Durch das NSG fließt Richtung Westen die Schwarzach zur Schussen.
Der Abfluss des Weihers trieb im 15. Jahrhundert eine Mühle der Burganlage Burganlage Ebersberg an, von welcher auf dem Gipfel des Endmoränenkegels heute noch Ruinenreste zeugen.

## Schutzzweck
Wesentlicher Schutzzweck ist die Erhaltung eines reich strukturierten Ökosystems bestehend aus einem Weiher, dessen Wasserflora – vor allem die Schwimmblattgesellschaften – Lebensraum für zahlreiche Insektenarten, insbesondere Libellen, ist und die Nahrungsgrundlage für zahlreiche Wirbellose bildet, einem breiten Schilfröhrichtgürtel im Uferbereich des Weihers, der vielen Vogelarten als Brutgebiete dient, zwei verlandeten Weihern mit Streuwiesen- und Feuchtwiesenflora, Pfeifengrasstreuwiesen, deren floristischer Artenreichtum Lebensraum für zahlreiche Insektenarten ist, insbesondere für nur dort beheimatete Tagfalterarten und Widderchen, die reichhaltige Insektenwelt bedingt eine artenreiche Vogel-Lebensgemeinschaft, Feuchtwiesen als Nahrungs- und Lebensraum für gefährdete Wiesenbrüter und Grünlandflächen als Pufferzonen zur Vermeidung weiterer Intensivierung landwirtschaftlich genutzter Flächen im Umgebungsbereich der Feuchtgebiete.